# الأكاديمية الأرمنية للعلوم

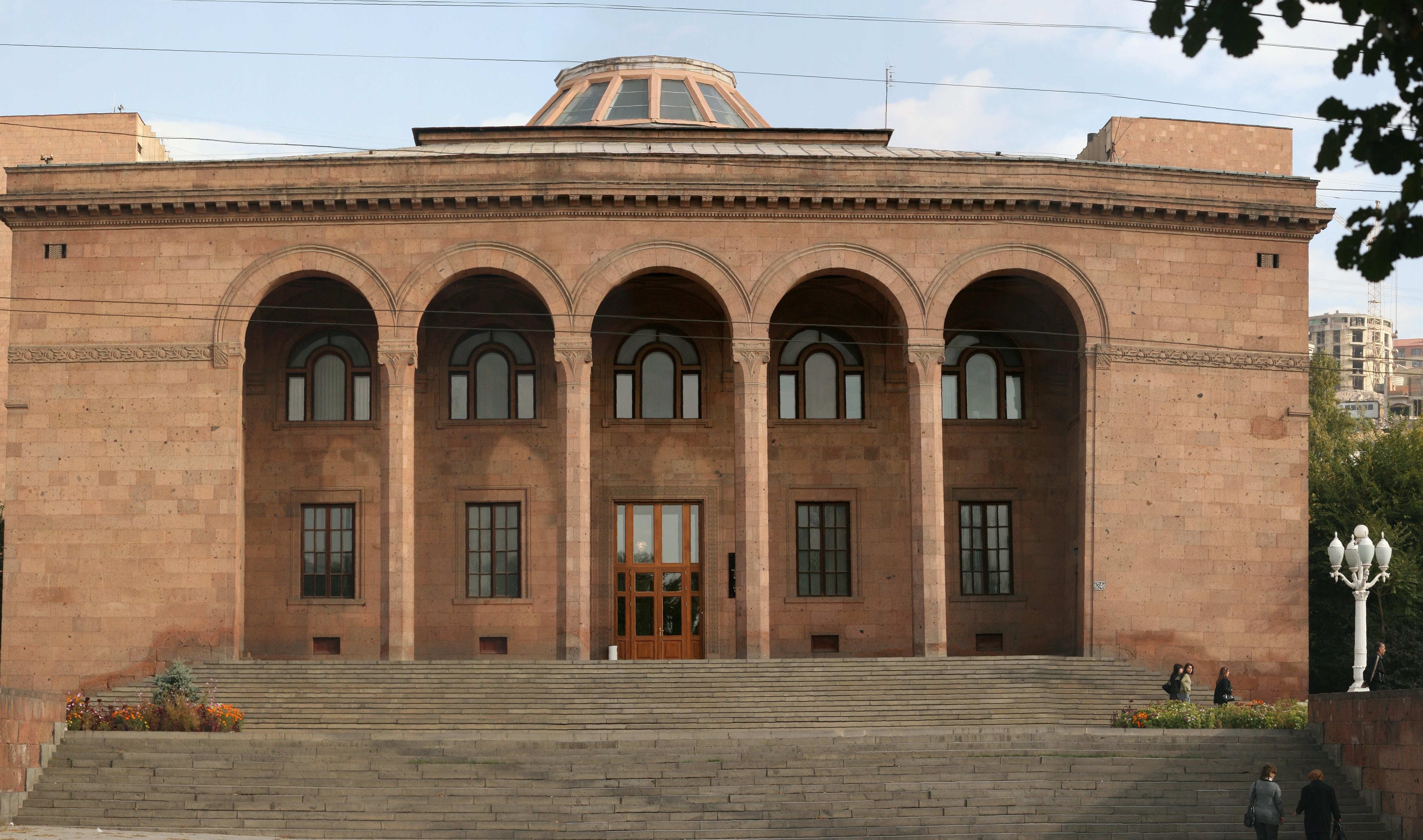
الأكاديمية الأرمنية للعلوم في يريفان.

الأكاديمية الأرمنية للعلوم (بالأرمنية: Հայկական Գիտությունների Ազգային Ակադեմիա) وتعرف منذ عام 1993 باسم الأكاديمية الوطنية للعلوم لجمهورية أرمينيا. أسست بتاريخ 25 نوفمبر الثاني 1943 على أسس أكاديمية العلوم للاتحاد السوفييتي الفرع الأرمني الذي نُظم عام 1935. يقع المركز الرئيسي للأكاديمية في العاصمة يريفان.

## رؤساء الأكاديمية
أحد مؤسسي الأكاديمية الأرمنية وأحد أول رؤسائها هو البروفيسور هوفسيب أوربيلي، عضو أكاديمية الاتحاد السوفييتي. وبين عامي 1947 و1993 كان رئيس الأكاديمية هو البروفيسور فيكتور آمبارتسوميان عضو أكاديميتي العلوم في كل من الاتحاد السوفييتي وأرمينيا. خلفه في منصبه عام 1993 الأكاديمي فادي ساركزيان حتى عام 2006، حيث تسلم المهام الرئاسية الأكاديمي راديك مارتيروسيان.

## التنظيم والأقسام
الأكاديمية الأرمنية للعلوم هي منظمة علمية عليا في البلاد ذات إدارة ذاتية، يتوحد فيها أعضاءها مع مؤسسات بحثية وعلمية تابعة لها. تعمل الأكاديمية على دعم وتنفيذ المشاريع والأبحاث الأساسية والتطبيقية في مختلف المجالات العلمية، وكذلك ترعى وتنسق البحوث التي تجري في جميع أنحاء أرمينيا. وتعتبر الأكاديمية المرجع العلمي الأعلى للهيئات التشريعية والحكومية في الدولة.
يتم تمويل الأكاديمية من قبل الدولة الأرمنية وبنفس الوقت تتلقى معونات مالية من عدة دول وجمعيات خاصة أو عن طريق عقود مباشرة تبرم بين الأكاديمية ومنظمات أخرى في أرمينيا والخارج. ويضم جسم الأكاديمية خمسة أقسام علمية يختص كل منها بناحية محددة من العلوم:
- قسم العلوم الرياضية والتقنية
- قسم الفيزياء والفلك
- قسم العلوم الطبيعية
- قسم الدراسات الأرمنية (أرمينولوجيا) والعلوم الاجتماعية
- قسم الكيمياء وعلوم الأرض.

## التعاون العلمي الدولي
للأكاديمية الأرمنية للعلوم اتفاقيات تعاون علمي مع أكاديميات العلوم في كل من روسيا وجورجيا وبيلاروسيا وأوكرانيا وتركمانستان وهنغاريا والصين وأيضاً مع الجمعية الملكية في المملكة المتحدة. وتحافظ المؤسسات العلمية التابعة لها على صلات دولية واسعة وعلاقات تعاون مع العديد من الجامعات والمعاهد في الولايات المتحدة وألمانيا وفرنسا وهولندا وإسرائيل وإيران وقبرص والمكسيك وفي بلدان أخرى. كما أن الأكاديمية الأرمنية تشترك في برامج علمية للعديد في المنظمات والمؤسسات العالمية.